# La Légende de Rip Van Winkle
La Légende de Rip Van Winkle je francouzský němý film z roku 1905. Režisérem je Georges Méliès (1861–1938). Film trvá zhruba 10 minut. Jedná se o volnou adaptaci krátké povídky Rip Van Winkle od Washingtona Irvinga. (První filmovou adaptací povídky Rip Van Winkle je o dva roky starší snímek Rip Van Winkle, který byl natočen již v roce 1896.)